# Erica kiwuensis
Erica kiwuensis là một loài thực vật có hoa trong họ Thạch nam. Loài này được (Engl.) F.White mô tả khoa học đầu tiên năm 2001.